# Katarina Barun
Katarina Barun-Šušnjar (Zagabria, 1º dicembre 1983) è un'ex pallavolista croata, opposto.

## Carriera

### Club
Katarina Barun inizia la sua carriera pallavolistica nel 2002 facendo il suo esordio nella massima serie del campionato croato con la maglia dell'HAOK Mladost, con cui resta per due stagioni, vincendo due scudetti consecutivi.
Dopo un'annata nel campionato turco, con il Karşıyaka, viene ingaggiata nella stagione 2006-07 dal Bergamo, squadra che milita nella serie A1 italiana: con il club orobico vince la Champions League. Nella stagione successiva è ancora in Italia, questa volta con il Chieri.
Nel 2008 si trasferisce in Romania, nel Metal Galați, dove vince uno scudetto e una coppa nazionale. L'anno successivo viene ingaggiata dal Tomis Constanța.
Nella stagione 2010-11 viene ingaggiata dall'Asystel di Novara, risultando al termine del campionato la miglior realizzatrice; tuttavia durante i play-off, un infortunio al ginocchio la costringe ad uno stop di oltre sei mesi: ritornata in campo, sempre con la squadra piemontese, nel novembre 2011. Nella stagione 2012-13, a seguito della chiusura della squadra novarese, passa al Villa Cortese.
Nell'annata 2013-14 difende i colori della Lokomotiv Baku, militante nella Superliqa azera, mentre nell'annata successiva fa ritorno a Novara, giocando però per l'AGIL, con cui vince la Coppa Italia 2014-15, aggiudicandosi anche il titolo di MVP.
Nella stagione 2015-16 è sempre in Serie A1, tornando nuovamente a Bergamo e vincendo per la seconda volta consecutiva la Coppa Italia; tuttavia per il campionato successivo ritorna al club di Novara, dove vince lo scudetto, venendo premiata anche come MVP. Nell'annata 2017-18 è ancora nella massima divisione italiana acquistata dal River di Piacenza.
La stagione successiva si trasferisce in Giappone, dove disputa la V.League Division 1 con le Saitama Ageo Medics; dopo due annate nel paese nipponico, nel maggio 2020 annuncia il proprio ritiro dall'attività agonistica.

### Nazionale
Nel 2004 entra a far parte anche della nazionale croata partecipando al campionato europeo 2005; con la selezione balcanica partecipa al campionato europeo 2009, chiusa al sedicesimo posto.

## Palmarès

### Club
- Campionato croato: 2

2003-04, 2004-05
- Campionato rumeno: 1

2008-09
- Campionato italiano: 1

2016-17
- Coppa di Romania: 1

2008-09
- Coppa Italia: 2

2014-15, 2015-16
- Champions League: 1

2006-07

### Premi individuali
- 2015 - Coppa Italia: MVP
- 2017 - Serie A1: MVP